# زيلبور خشن السويق
زيلبور خشن السويق (الاسم العلمي:Xyleborus asper) هو نوع من الحشرات يتبع جنس الزيلبور من فصيلة السوسية الحقيقية.